# ماثيو هيندلي
ماثيو هيندلي (بالإنجليزية: Matthew Hindley)‏ هو رسام جنوب أفريقي، ولد في 1974 في كيب تاون في جنوب أفريقيا.